# Wappen der Isle of Man
Das Wappen der Isle of Man, offiziell The Arms of His Majesty in right of the Isle of Man, besteht aus einem roten Schild, auf dem eine silberne Triskele mit goldenen Knien und Spornräder abgebildet ist, das von einem Falken auf der heraldisch rechten Seite und einem Raben auf der linken Seite gehalten wird. Über den Schild eine Krone mit Kreuz  und einem silbernen Band mit goldener Rückseite und dem Wappenmotto in schwarzer Schrift unterhalb des Wappens: QUOCUNQUE JECERIS STABIT.

## Beschreibung
Die Triskele zeigt drei Beine und ist ein altes keltisches Symbol.
Der Falke verweist darauf, dass Heinrich IV. von England seine Rechte an der Insel auf Sir John Stanley übertrug, mit der Bedingung, dass Stanley ihm als Lehnsherren und allen seinen Nachfolgern auf dem englischen Thron zwei Wanderfalken als Huldigung während der Krönungszeremonie zu übergeben habe. Diese Tradition wurde bis zur Krönung von Georg IV. 1822 beibehalten.
Der Rabe ist ein Symbol in vielen Legenden auf der Insel. Der Schild wird von einer Edwardskrone gekrönt, die auf die britischen Könige als Lord of Mann hinweist.

Flagge der Isle of Man

Der Wahlspruch heißt auf Lateinisch:
„Quocunque Jeceris Stabit.“
Auf Englisch:
„Wherever you throw it, it will stand.“
(„Wohin du es auch wirfst, es wird stehen.“)
Die Triskele des Wappens wird auch in der Flagge der Isle of Man verwendet.